# Strictly Commercial
Strictly Commercial kompilacijski je album američkog glazbenika Franka Zappe, koji izlazi dvije godine nakon njegove smrti u kolovozu 1995.g. Album izlazi u limitiranoj nakladi kao dvostruko vinyl izdanje i na CD-u i u tri različite verzije za Europu, Ameriku i Japan.
Godine 2004. u Europi izlazi skraćena kompilacijska verzija pod imenom "The Best of Frank Zappa".
Strictly Commercial časopis "Guitar World" proglašava ga jednim od 100 najboljih gitarskih albuma ikada snimljenih, a u mjesecu listopadu 2006. zauzima 64. mjesto na njegovoj top listi.

## Popis pjesama
Sve pjesme napisao je Frank Zappa.

### Strictly Commercial

#### Vinyl izdanje

##### Strana prva
1. "Peaches en Regalia"
2. "Don't Eat the Yellow Snow" (singl verzija)
3. "Dancin' Fool"
4. "San Ber'dino"
5. "Let's Make the Water Turn Black"

##### Strana druga
1. "Dirty Love"
2. "My Guitar Wants to Kill Your Mama"
3. "Cosmik Debris"
4. "Trouble Every Day"
5. "Disco Boy"

##### Strana treća
1. "Bobby Brown Goes Down"
2. "I'm the Slime"
3. "Joe's Garage" (singl verzija)
4. "Fine Girl"
5. "Planet of the Baritone Women"
6. "Sexual Harassment in the Workplace"

##### Strana četvrta
1. "Tell Me You Love Me"
2. "Montana" (singl verzija)
3. "Valley Girl"
4. "Be in My Video"
5. "Muffin Man"

#### Američko CD izdanje
1. "Peaches en Regalia" – 3:37
2. "Don't Eat the Yellow Snow" (singl verzija) – 3:34
3. "Dancin' Fool" – 3:43
4. "San Ber'dino" – 5:57
5. "Dirty Love" – 2:57
6. "My Guitar Wants to Kill Your Mama" – 3:31
7. "Cosmik Debris" – 4:14
8. "Trouble Every Day" – 5:49
9. "Disco Boy" – 5:08
10. "Fine Girl" – 3:29
11. "Sexual Harassment in the Workplace" – 3:42
12. "Let's Make the Water Turn Black" – 2:01
13. "I'm the Slime" – 3:34
14. "Joe's Garage" (singl verzija) – 4:08
15. "Tell Me You Love Me" – 2:33
16. "Montana" (singl verzija) – 4:47
17. "Valley Girl" – 4:50
18. "Be in My Video" – 3:39
19. "Muffin Man" – 5:32

Na Europskom izdanju CD-a, skladba "Tell Me You Love Me" zamijenjena je sa skladbom "Bobby Brown Goes Down," koja je bila najveći hit u Europi, ali ekstremno kontraverzna u Americi gdje nikad nije puštena niti na radiju.  Verzije za Australiju i Novi Zeland identične su s verzijom za SAD.

#### Japanese CD release
1. "Peaches en Regalia"
2. "Don't Eat the Yellow Snow" (singl verzija)
3. "San Ber'dino"
4. "Dirty Love"
5. "My Guitar Wants to Kill Your Mama"
6. "Who Are the Brain Police?"
7. "Trouble Every Day"
8. "Disco Boy"
9. "Fine Girl"
10. "Sexual Harassment in the Workplace"
11. "Let's Make The Water Turn Black"
12. "I'm the Slime"
13. "Joe's Garage" (singl verzija)
14. "Tell Me You Love Me"
15. "Montana" (singl verzija)
16. "Valley Girl"
17. "Be in My Video"
18. "Muffin Man"
19. "Dancin' Fool"

### The Best of Frank Zappa
1. "Peaches en Regalia" – 3:37
2. "Don't Eat the Yellow Snow" (singl verzija) – 3:34
3. "Dancin' Fool" – 3:43
4. "San Ber'dino" – 5:57
5. "Dirty Love" – 2:57
6. "My Guitar Wants to Kill Your Mama" – 3:31
7. "Cosmik Debris" – 4:14
8. "Disco Boy" – 5:08
9. "Fine Girl" – 3:29
10. "I'm the Slime" – 3:34
11. "Joe's Garage" (singl verzija) – 4:08
12. "Bobby Brown Goes Down" – 2:49
13. "Montana" (singl verzija) – 4:48
14. "Valley Girl" (Frank Zappa, Moon Zappa) – 4:50
15. "Muffin Man" – 5:33

## Izvođači
- Frank Zappa – skladatelj, producent, vokal, glavni izvođač, gitara
- Tom Wilson – producent
- Warren Cuccurullo – ritam gitara
- Dan Ouellette – zabilješke
- Tom Fowler – bas-gitara
- Bruce Fowler – bubnjevi
- Captain Beefheart – vokal, soprano saksofon
- Terry Gilliam – zabilješke
- Cal Schenkel – fotografija
- Ebet Roberts – fotografija
- Michael Hochanadel – fotografija
- Baron Wolman – fotografija
- Jean-Pierre Leloir – fotografija
- Joseph Sia – fotografija
- Ann Rhoney – fotografija
- Norman Seeff – fotografija
- Dr. Toby Mountain – mastering
- Joe Chiccarelli – mix, snimanje
- Steven Jurgensmeyer – dizajn pakovanja